# هيلين لوي
هيلين لوي (بالإنجليزية: Helen Lowe)‏ (1961، ويلينغتون في نيوزيلندا)؛ شاعرة، كاتِبة وروائية نيوزيلندية.